# ژان فرا
ژان تنانبوم (به فرانسوی: Jean Tenenbaum) معروف به ژان فِرا (به فرانسوی: Jean Ferrat)، زادهٔ ۲۶ دسامبر ۱۹۳۰ در ووکرسن و درگذشته ۱۳ مارس ۲۰۱۰ در اوبناس، خواننده-ترانه‌پرداز فرانسوی بود.

## زندگی‌نامه
ژان فِرا از پدری یهودی و روسی‌تبار به نام مناشه (Mnacha) و مادری فرانسوی به نام آنتوانت مالون (Antoinette Malon) اهل پاریس زاده شد. در سال ۱۹۳۵ خانواده به ورسای نقل‌مکان کرد. پدرش در میان جنگ جهانی دوم در ۱۹۴۲ گرفتار شد و در ۳۰ سپتامبر همان سال در کشتار جمعی موسوم به راه حل نهایی در اردوگاه آشویتس به قتل رسید.
ژان در جوانی به موسیقی و تئاتر رو آورد و علاوه بر بازیگری در یک گروه نمایشی، چند ترانه سرود و در ارکستری گیتار نواخت. در ۱۹۵۶، برای قطعه شعر «چشمان الزا» (Les Yeux d’Elsa) اثر لویی آراگون آهنگ ساخت. در ۱۹۵۷ در چند کابارهٔ کرانهٔ چپ پاریس به خواندن ترانه پرداخت و یک سال بعد اولین صفحهٔ خود را بیرون داد. صفحهٔ دوم او با عنوان «دو کودک در آفتاب» (Deux enfants au soleil) در ۱۹۶۱ برایش جایزهٔ SACEM را به ارمغان آورد و او را به شهرت رساند. در همین سال، بعد از سه سال زندگی مشترک با کریستین سِور (Christine Sèvres) ازدواج کرد که پس از چند سال به جدایی انجامید. آشنایی با ایزابل اوبر در ۱۹۶۲، آغاز دوستی و همکاری با او بود. در ۱۹۶۹ ترانهٔ «فرانسهٔ من» (Ma France) را که خود سروده بود، اجرا کرد. متن این ترانه جنجال سیاسی به پا کرد و دفتر رادیو تلویزیون فرانسه (ORTF) مدت دو سال پخش آن را ممنوع کرد.
ژان فرا تا پایان عمر همیشه نیم‌نگاهی طنزآمیز به مسایل سیاسی در ترانه‌هایش داشت. از ۲۰۰۳ به بعد در چند برنامهٔ تلویزیونی برای مصاحبه و اجرای برنامه دعوت شد. فِرا در ۷۹ سالگی بر اثر سقوط دچار شکستگی در ناحیه پشت شد و پس از مدتی تحمل رنج و درد در ۱۳ مارس ۲۰۱۰ در بیمارستان شهر اوبناس درگذشت.